# Émile Wirtz
Émile Wirtz (* 11. März 1887 in Abbeville; † 8. Mai 1964) war ein französischer Radrennfahrer.

## Sportliche Laufbahn
Wirtz war im Straßenradsport aktiv. Als Amateur wurde er 1907 Vizemeister und 1908 Dritter der nationalen Meisterschaft im Straßenrennen.  Von 1910 bis 1914 war er Unabhängiger und Berufsfahrer. Der Erste Weltkrieg beendete seine Karriere. 1911 gewann er die Straßenmeisterschaft in der Klasse der Unabhängigen. 1911 gewann er das Eintagesrennen Paris–Calais und eine Etappe im Rennen Huit Jours d’Alcyon. 1912 wurde er Zweiter bei Paris–Calais. 1913 belegte er im Circuit de Champagne den dritten Rang. 
1914 startete er in der Tour de France, er beendete die Rundfahrt nicht.